# Facekini

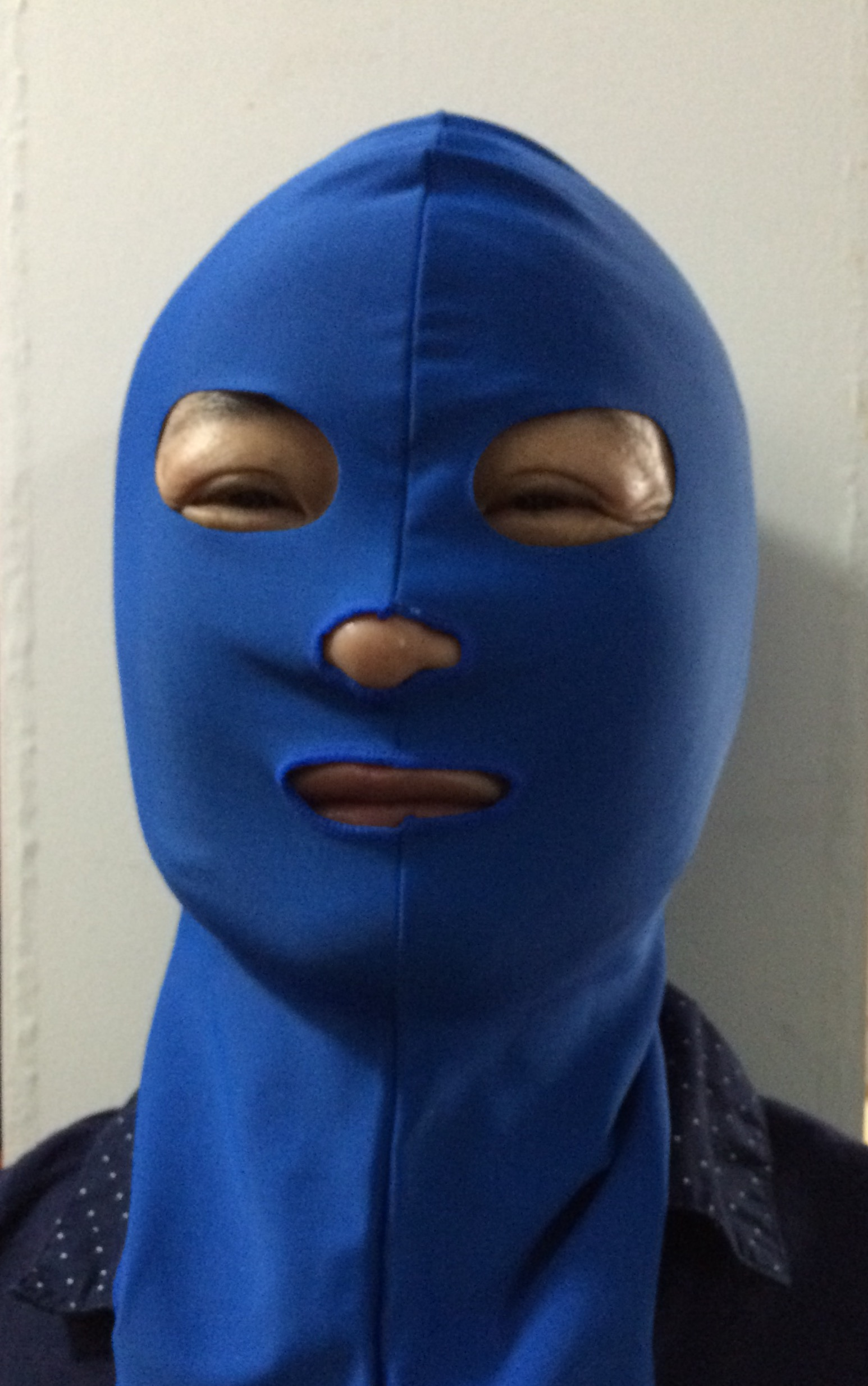
A woman wearing a facekini

Facekini (kinesiska: 脸基尼; pinyin: liǎnjīní) är en mask som täcker huvudet, med öppningar för näsa, öga och mun och som är avsedd för bad, simning och strandliv. Den skapades av Zhang Shifan,  från den kinesiska kuststaden Qingdao.
Masken är populär i Qingdao, där den används av människor för att skydda sig mot solbränna av ultraviolett strålning från solen, och masken skyddar även bäraren från att bli bränd av brännmaneter, insekter. Masken är tillverkad i ett töjbart tyg av samma typ som används i åtsittande badkläder, och finns i ett flertal färger och mönster. Den bärs ofta i kombination med andra solskyddande föremål såsom tröja med lång ärm, solglasögon och parasoll. 